# Гюзелов, Игор
Игор Гюзелов (макед. Игор Ѓузелов; 2 апреля 1976, Струмица, СФРЮ) — северомакедонский футболист, защитник. Выступал за сборную Республики Македонии.

## Биография
Выступал за клубы «Силекс» и «Хайдук» (Сплит). В июне 2001 года перешёл в донецкий «Шахтёр», дебют состоялся 7 июля 2001 года в матче против «Закарпатья». Последующие пять лет играл в другом донецком клубе «Металлург». В 2006 году играл за израильский «Хапоэль» (Петах-Тиква), где провёл шесть матчей. В январе 2007 года был куплен бельгийским клубом «Серкль Брюгге», Игор должен был заменить в команде Джордже Светличича, который тогда перешёл в «Гент».
За сборную Республики Македонии провёл 17 матчей, забил 1 гол.

## Достижения
«Силекс»
- Чемпион Македонии (2): 1996/97, 1997/98
- Серебряный призёр чемпионата Македонии: 1998/99
- Обладатель Кубка Македонии: 1996/97

«Хайдук» (Сплит)
- Чемпион Хорватии: 2000/01
- Серебряный призёр чемпионата Хорватии: 1999/00
- Обладатель Кубка Хорватии: 1999/00
- Финалист Кубка Хорватии: 2000/01

«Шахтёр» (Донецк)
- Чемпион Украины: 2001/02
- Обладатель Кубка Украины: 2001/02

«Металлург» (Донецк)
- Бронзовый призёр чемпионата Украины (2): 2002/03, 2004/05

«Серкль Брюгге»
- Финалист Кубка Бельгии: 2009/10